# Arenal-See
Der Arenal-See ist ein Stausee in Costa Rica und mit seiner Fläche von 80 km² der größte Binnensee des Landes. Er liegt am Fuße des Vulkans Arenal und nahe dem Monteverde Wolkenwald. Der See wurde in den 1970er Jahren künstlich aufgestaut, die Staumauer liegt in unmittelbarer Nähe des Einganges zum Nationalpark des Vulkans. Die durch die Aufstauung gewonnene Energie deckt beinahe 60 % des Landesbedarfs an elektrischer Energie. Außerdem wurden auf den an den See grenzenden Bergketten Windenergieanlagen installiert, da durch die Größe des Sees hohe Windgeschwindigkeiten auftreten. Aus demselben Grund ist der Arenal-See als Surfrevier weltbekannt, auch zieht der See viele Angler an.

## Heimische Tierarten
In den Flachwasserzonen kann eine große Vielzahl von Wasservögeln beobachtet werden wie z. B. Streifenreiher, Schmuckreiher, Gelbstirn-Blatthühnchen, Graureiher, Grünfischer und die Schwalbenweihe.

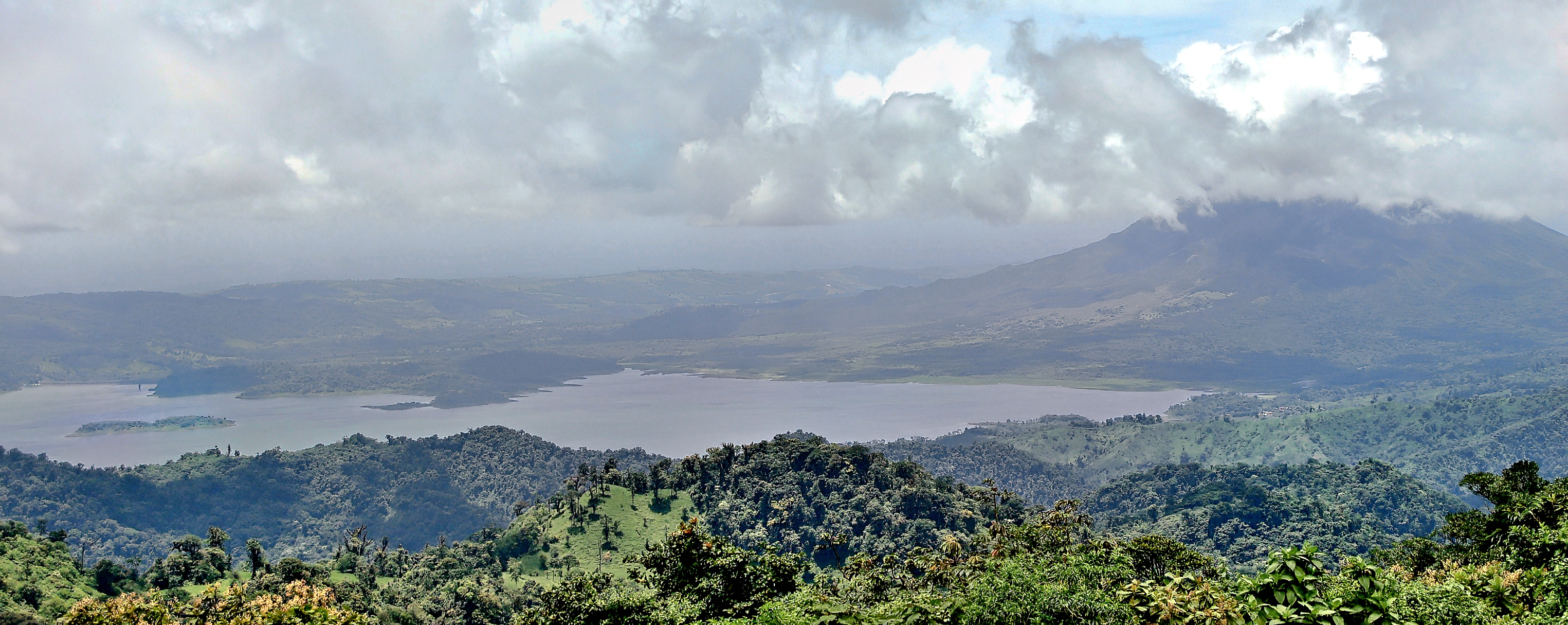
Blick von Monteverde auf den Arenal-See
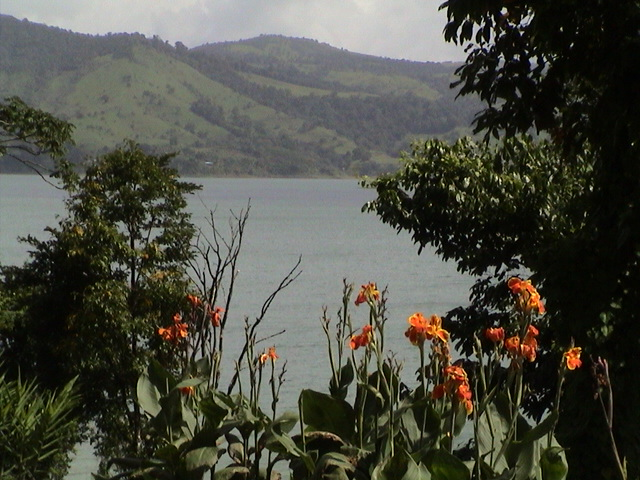
Vielfältige Vegetation um den See
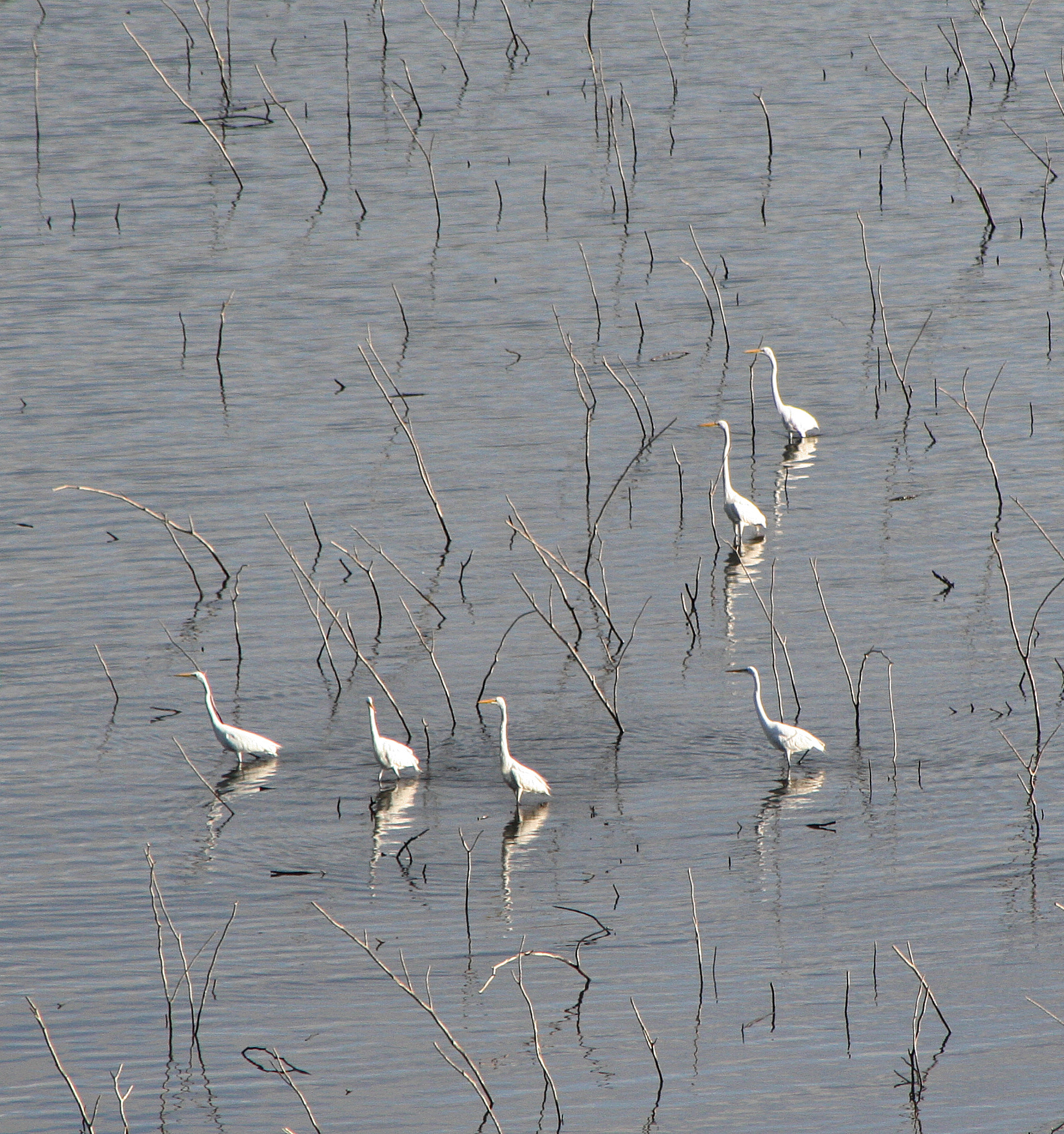
Reiher im Flachgewässer